# Island Lake (Manitoba)
Pour les articles homonymes, voir Island Lake.
'Island Lake est une petite communauté dans le Nord-Est du Manitoba au Canada. Elle est constituée d'un archipel dans le lac Island (en).

## Géographie
La communauté d'Island Lake est constituée d'un archipel près de la rive nord du lac Island (en) incluant les îles Stevensn, Wass, Hamilton, Boothe, Chapins, RC Mission, Gravel et Lindsays. Elle est située à 297 km à l'est de Thompson et à 610 km au nord-est de Winnipeg. D'autres communautés situées à proximité dans le lac incluent Garden Hill, St Theresa Point et Wasagamack (en).

## Climat
Avec 21,11 heures de brouillard par année, Island Lake est l'un des endroits avec le plus de brouillard au Canada. Island Lake a un climat subarctique.

## Démographie
Lors du recensement du Canada de 2016, la localité désignée d'Island Lake avait une population de 91 habitants.

## Transports
La communauté d'Island Lake est desservie par l'aéroport d'Island Lake opéré par le gouvernement du Manitoba. Perimeter Aviation (en) offre une liaison journalière avec l'aéroport international James Armstrong Richardson de Winnipeg.

## Services
La communauté d'Island Lake comprend un détachement de la Gendarmerie royale du Canada et un bureau du Ministère de la Conservation et du Climat du Manitoba (en).